# Alexandra Stevenson
Alexandra Stevenson Winfield (15 de diciembre de 1980, La Jolla, California) es una jugadora profesional de tenis de los Estados Unidos. Es hija del retirado jugador de baloncesto profesional Julius Erving.
En 1999, Stevenson, en su primera aparición en Wimbledon, se convirtió en la primera mujer en la era abierta proveniente de la rueda clasificatoria en llegar a las semifinales de ese torneo y la segunda mujer, después de Christine Matison en el Abierto de Australia 1978, en lograrlo en un Grand Slam. En la cuarta ronda, salvó un punto para partido contra Lisa Raymond en un 2-6, 7-6, 6-1. Luego venció a Jelena Dokic en tres sets en los cuartos de final, antes de ser finalmente eliminada en sets corridos por laeventual campeona, Lindsay Davenport. 
Stevenson se unió a Chris Evert y Anna Kournikova como las únicas mujeres en que alcanzaron las semifinales en su debut en Wimbledon.

## Títulos WTA

### Individual (0)
| Leyenda: Antes de 2009 | Leyenda: A partir de 2009 |
| ---------------------- | ------------------------- |
| Grand Slam (0)         |                           |
| WTA Championships (0)  |                           |
| Tier I (0)             | Premier Mandatory (0)     |
| Tier II (0)            | Premier 5 (0)             |
| Tier III (0)           | Premier (0)               |
| Tier IV & V (0)        | International (0)         |

#### Finalista (2)
| N.º | Fecha                 | Torneo  | Superficie | Oponentes     | Resultado        |
| --- | --------------------- | ------- | ---------- | ------------- | ---------------- |
| 1.  | 23 de febrero de 2002 | Memphis | Dura (i)   | Lisa Raymond  | 6–4, 3–6, 6–7(9) |
| 2.  | 21 de octubre de 2002 | Linz    | Carpet     | Justine Henin | 3–6, 0–6         |

### Dobles (1)
| Leyenda: Antes de 2009 | Leyenda: A partir de 2009 |
| ---------------------- | ------------------------- |
| Grand Slam (0)         |                           |
| WTA Championships (0)  |                           |
| Tier I (0)             | Premier Mandatory (0)     |
| Tier II (1)            | Premier 5 (0)             |
| Tier III (0)           | Premier (0)               |
| Tier IV & V (0)        | International (0)         |

| N.º | Fecha                    | Torneos | Superficie | Pareja          | Oponentes                     | Resultado |
| --- | ------------------------ | ------- | ---------- | --------------- | ----------------------------- | --------- |
| 1.  | 24 de septiembre de 2002 | Leipzig | Carpet     | Serena Williams | Janette Husárová Paola Suárez | 6–3, 7–5  |